# Freddy Michiels
Freddy Michiels (Heist-op-den-Berg, 30 maart 1942) is een Belgisch journalist, auteur en bladenmaker.

## Biografie
Hij was van 1961 tot 1985 directeur-hoofdredacteur van het gratis weekblad Antwerpse Post, een dochterblad van Gazet van Antwerpen. Sedert 1985 is hij zelfstandig journalist voor diverse media.
In 2002 richtte hij, samen met Patrick Moens, zijn eigen magazine op: KMO Insider, een maandblad voor de KMO's uit de provincie Antwerpen. In 2018 gaf hij de fakkel van hoofdredacteur door aan de jongere generatie. Hij werkt mee aan diverse tijdschriften en periodieken en hij publiceerde verschillende boeken.
In de jaren zeventig maakte hij documentaires in het kader van De Vlaamse Explorators over Hawaï, pater Damiaan en de bergstammen van Noord-Thailand. Hij was ook uitvoerend producent van de speelfilm Close van Paul Collet, met Katia Alens in de hoofdrol.
In 1996 richtte hij samen met twee advocaten de A12 Business Club op, een netwerkclub voor bedrijfsleiders en leidinggevenden. Sedert 2005 organiseert hij De Nacht van de KMO en Succesrijk Netwerken om ondernemers doeltreffender te laten netwerken. 
Sinds 2009 is hij voorzitter van ESPA, de Vlaamse vereniging van maritieme en logistieke journalisten.